# Ahnapee (Wisconsin)
Ahnapee es un pueblo ubicado en el condado de Kewaunee en el estado estadounidense de Wisconsin. En el Censo de 2010 tenía una población de 940 habitantes y una densidad poblacional de 11,66 personas por km².

## Geografía
Ahnapee se encuentra ubicado en las coordenadas 44°37′55″N 87°27′48″O / 44.63194, -87.46333. Según la Oficina del Censo de los Estados Unidos, Ahnapee tiene una superficie total de 80.6 km², de la cual 80.11 km² corresponden a tierra firme y (0.6%) 0.49 km² es agua.

## Demografía
Según el censo de 2010, había 940 personas residiendo en Ahnapee. La densidad de población era de 11,66 hab./km². De los 940 habitantes, Ahnapee estaba compuesto por el 98.4% blancos, el 0.11% eran afroamericanos, el 0.21% eran amerindios, el 0.11% eran asiáticos, el 0% eran isleños del Pacífico, el 0.64% eran de otras razas y el 0.53% pertenecían a dos o más razas. Del total de la población el 1.17% eran hispanos o latinos de cualquier raza.